# Anna Eriksson
Anna Eriksson (Ihode, 22 aprile 1977) è una cantante, compositrice e artista finlandese.
Con un totale complessivo di 440 000 copie vendute certificate, al 2012 Anna Eriksson risultava la 31ª, la 17ª solista e la quarta solista femminile di tutti i tempi nella classifica delle vendite in Finlandia.
2018 Semana Internacional de la Crítica M 75ª Mostra internazionale d'arte cinematografica di Venezia
https://cineuropa.org/es/newsdetail/360001/
Dopo aver pubblicato i primi due album per MTV-Musiikki, nel 1999 l'etichetta è assorbita nella Mediamusiikki. In seguito, Eriksson firma con la Universal, pubblicando cinque album in studio sotto questa etichetta, firmando in seguito contratti con la WEA e la Warner Music.

## Discografia

### Album in studio
- 1997 - Anna Eriksson
- 1998 - Anna joulu
- 1999 - Odota mua
- 2001 - Kun katsoit minuun
- 2003 - Kaikista Kasvoista
- 2005 - Sinusta sinuun
- 2007 - Ihode
- 2010 - Garden of Love
- 2012 - Mana
- 2015 - Gloria

### Raccolte (pubblicate da Universal, eccetto dove indicato)
- 2003 - Parhaat - Seurataan Johtajaa (Mediamusiikki)
- 2008 - Anna Vuodet 1997-
- 2009 - Kun Katsoit Minuun / Kaikista Kasvoista
- 2010 - Parhaat
- 2010 - Sound Pack 21
- 2011 - Parhaat
- 2013 - Annan Vuodet
- 2014 - Sydämeni Tie (Valitut Palat)
- 2014 - Legendat (Sony)